# Scissurella proxima
Scissurella proxima är en snäckart som beskrevs av Dall 1927. Scissurella proxima ingår i släktet Scissurella och familjen Scissurellidae. Inga underarter finns listade i Catalogue of Life.